# Richard Pakenham
Richard Pakenham (19 de mayo de 1797 – 28 de octubre de 1868) fue un diplomático británico.
Pakenham, el quinto hijo del Almirante Thomas Pakenham, y su esposa, Louisa, hija de El Muy Honorable John Staples, nació en Pakenham Hall, Castlepollard, en el Condado de Westmeath.
Completó su educación en Trinity College, Dublín, y, aparentemente sin esperar a recibir un título, empezó a trabajar en el Ministerio de Asuntos Exteriores el 15 de octubre de 1817 como adjunto a su tío, el Conde de Clancarty, en La Haya. Su  próximo nombramiento fue como secretario de la legación en Suiza (26 de enero de 1824). Ascendido el 29 de diciembre de 1826 a la misma posición en México, fue hecho ministro plenipotenciario de los Estados Unidos Mexicanos el 12 de marzo de 1835. En este puesto parece haber sido muy popular y eficaz.
Quizá la más problemática de sus negociaciones fue la abolición del comercio de esclavos: el gobierno mexicano objetó al derecho de búsqueda y las negociaciones se aplazaron cuatro años, pero obtuvo el tratado en 1841. Estuvo en México durante la Guerra de los Pasteles con Francia, y en febrero de 1839 fue enviado a Veracruz con el objeto de intentar una reconciliación entre los dos países.

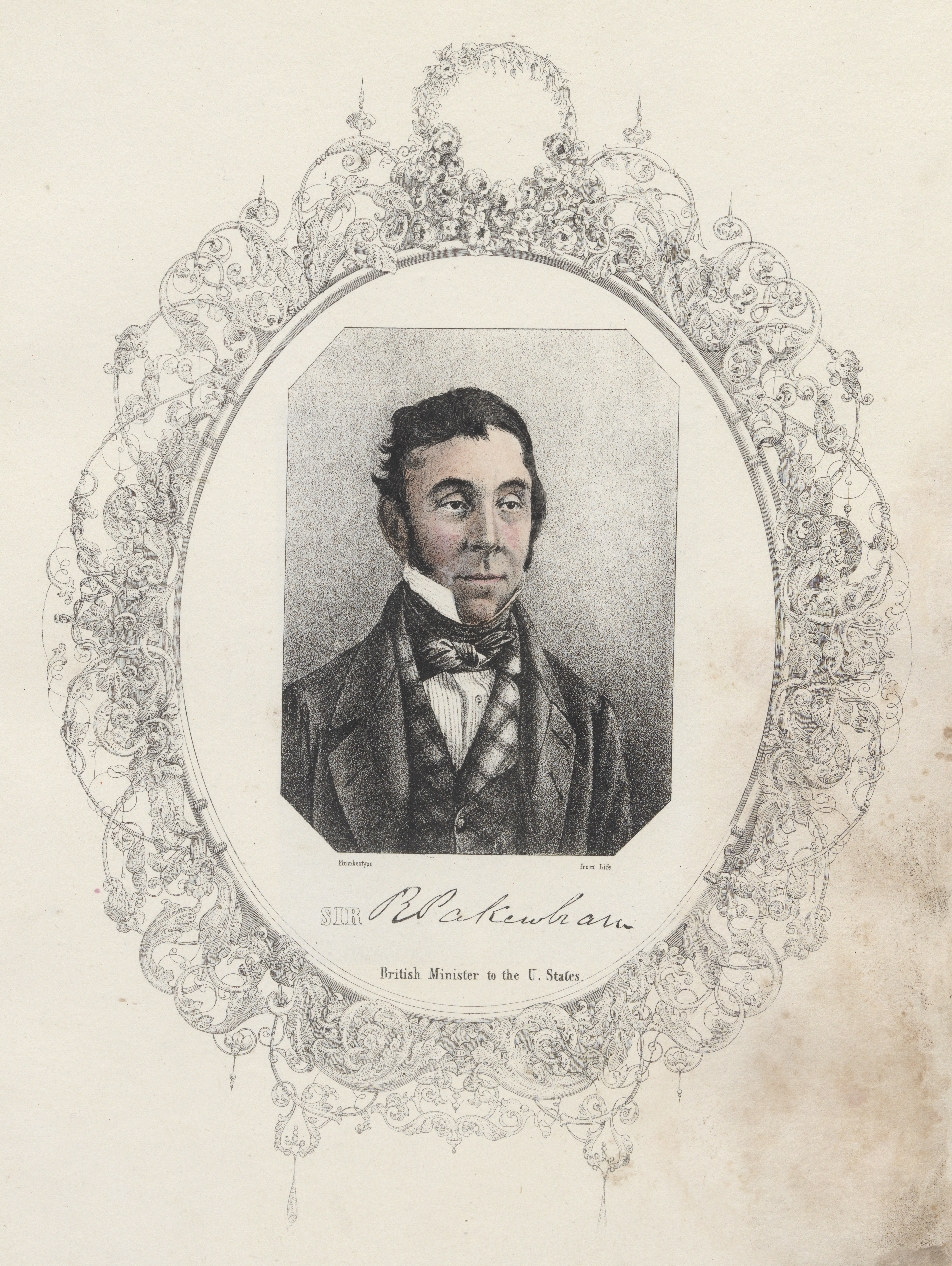
Richard Pakenham en 1847

El 13 de diciembre de 1843, asentado en Inglaterra, fue nombrado un concejal privado, y el 14 de diciembre fue nombrado Enviado Extraordinario y ministro Plenipotenciario a los Estados Unidos de América. Uno de sus primeros deberes fue la negociación del tema de la frontera de Oregón. En estas negociación aunque no logró imponer las posturas británicas,  obtuvo la aprobación de su gobierno. La actitud de Gran Bretaña respecto a Texas demostró ser de mayor dificultad. Las relaciones entre los dos gobiernos no eran muy cordiales, y la irritación era fácilmente provocada en ambos lados.
Pakenham abandonó Washington en mayo de 1847 y, después de quedarse en Europa un período inusualmente prolongado, prefirió retirarse con una pensión en vez regresar a los Estados Unidos de América. Reinició su carrera el 28 de abril de 1851 como enviado extraordinario y ministro plenipotenciario en Lisboa. Aquí su trabajo diplomático era menos arduo, y rápidamente se congració con la familia real de Portugal.
En mayo de 1855 regresó a Inglaterra y el 28 de junio, por petición propia, se retiró con pensión, pero casi inmediatamente (el 7 de agosto) fue enviado de nuevo a Lisboa en una misión especial para felicitar al Rey Pedro V de Portugal por alcanzar su mayoría de edad. Regresó a Inglaterra una vez más en octubre de 1855  y se le premió con una pensión diplomática de segunda clase. Se retiró a Coolure, Castillo Pollard, donde murió sin haberse casado.